# Edsbergs kyrka, Närke
Edsbergs kyrka är en kyrkobyggnad i Edsbergs socken och församling i Närke. Den ligger 4 kilometer söder om Fjugesta och tillhör Strängnäs stift.

## Allmänt
Namnet Edsberg kommer av ed, en landtunga mellan två farbara vatten. Kyrkan står på en plats där sjövägar och landvägar strålade samman. Sanna marknad har sina rötter här. En av fastigheterna strax norr om kyrkan heter också Torggården i äldre församlingsböcker.

## Kyrkobyggnaden
Edsbergs kyrka ligger på en svag åssluttning i bördig slättbygd med spridda gårdar. Den murade kyrkan består av tvåskeppigt långhus, sakristia på nordsidan och asymmetriskt placerat torn vid västgaveln. Ingångar i väster via tornets bottenvåning och i långhusets sydvästra del. Av den äldsta stenkyrkan, troligen uppförd under 1100- eller tidigt 1200-tal, återstår västtornet och avsevärda delar av långhusets nordmur. Det ursprungliga korpartiet raserades under senmedeltiden när kyrkan omdanades till salkyrka. 
Kyrkorummets valv härrör såväl från senmedeltiden som 1600-talets ombyggnad (årtalet 1650 står i sydskeppets valv). Kyrkans fasta inredning har förnyats i etapper under 1900-talet. (ur: Sockenkyrkoprojektet 1996)  

## Historik
Den första kyrkan i Edsbergs socken kan ha byggts redan i slutet av 1000-talet. Det som talar för det är en befintlig kolonn av sandsten med ornament i kyrkans långhus. Denna pelare är från Riseberga och anses ha tillhört det gårdskapell som skulle ha varit uppfört vid Riseberga århundradet före klostrets tillkomst. Bernhardinermunkarnas Riseberga kloster och Edsbergs församling verkar från början ha haft nära anknytning. Sockenprästen var konfessor vid klostret och bodde på Riseberga. Idag återfinns kolonnen på Örebro läns museum. 
Kyrkans torn och västligaste del är med största säkerhet från 1100-talets början. Man stöder detta på den enkla byggnadsstilen. Tornet är rakt i sin helhet, först längst upp skedde ett intag. Sydportalen med sitt medeltida, dekorativa järnsmide är från mitten av 1100-talet.
Under medeltiden ombyggdes koret. Det vidgades då till samma bredd som långhuset. Den förändringen kan iakttagas på östra gaveln.
Omkring 1650 utvidgades kyrkan genom en tillbyggnad på södra sidan. Byggnadsmaterial hämtades från Riseberga kloster. J.N. Busmontanus var då kyrkoherde. Det är hans initialer som målats tillsammans med årtalet i ett av valven. En gravkammare för ätten Horn, som då innehade Riseberga, inreddes under korets södra del. Ett nytt altare gjordes också. En första predikstol tillsammans med mässhakar och altarklädnader skänktes till kyrkan av riksrådinnan Kuntzell på Riseberga år 1660. En oförsiktig klockare hanterade vårdslöst med elden någon gång mellan 1712 och 1718 när han skulle gå in i sakristian efter nattvardsvin, så dessa saker innebrändes. En ny predikstol i götisk stil, samma som altaret, anskaffades.
Sakristian tillkom 1763. År 1814 tog man bort vapenhuset på södra sidan och 1817 flyttades klockorna från en stapel till tornet. Exteriören fick 1901 blottade kalkstensmurar som röjer de olika byggnadsfaserna.
1912 murade man igen ett rundfönster på långhusets södra vägg, tog upp ett fönster på norra väggen och ett på tornets norra sida. Golvet i koret belades med kalksten och gravhällar. Vid rengöring av valven blev takmålningarna synliga. 
1944 renoverades kyrkan med Martin Westerberg, Stockholm, som arkitekt. Den senaste renoveringen skedde 1974, arkitekt då var Jan Helgstrand.
En timsten av gråsten skänktes till kyrkan 1775 från Riseberga och lär ha kommit från Riseberga kloster. Den stod först på kyrkvallen för att sedan placeras på kyrkogården 1777. Den bars upp av en liten rund stenpelare med sirater gående upp och ned liknande ormarna på runstenar.

## Inventarier
- En av klockorna i tornet kommer också från Riseberga.
- Den vackra altartavlan är utförd 1685 av snickaren Markus Hök från Riseberga. Den föreställer Jesus i bön i Getsemane.
- På sidorna står fyra apostlarna i träskulptur.

- Dopfunt av sandsten, mellansvensk verkstad, omkring 1200, (bild). Funten är stor nog att rymma ett barn och har ett hål i botten för en träpropp där vigvattnet kunde tömmas ut.
- Kalkmålning, oidentifierad upphovsman, 1500-talet, (bild).
- Träskulptur av ek, gestalter ur altarskåp, 1400-talets andra hälft,  (bilder).

I kyrkan hänger en oljemålning föreställande prosten och riksdagsmannen Johan Broling som var kyrkoherde i Edsberg mellan 1727 och 1745.
Enligt en förteckning på inventarier skänkta och inköpta till kyrkan andra halvan av 1700-talet, återgivet 1898, läses: "2 stora ljusastakar skänkta för altaret af prosten Broling, och en aflång försilfrad oblatask; 1746 skänktes af Nils Stenberg i Stockholm, född i Edsberg, en kyrkhåf af svart sammet, guldbroderadt och med förgylldt beslag; år 1757 köptes af kyrkans egna medel de bägge metallkronorna, som hänga i kyrkan och pryder sin plats, fint arbetade som de äro; År 1750 skänkte prostinnan Montelius, född Svanhals, mässkjorta och ett handkläde till funten, och var handklädet gjordt i Sibirien; år 1773 inköptes af kyrkans egna medel en mässhake och kalkkläde, allt af svart sammet med silfvergaloner, hvilka ännu är i bruk; år 1775 skänktes af fru von Hofsten på Riseberga 2 länstolar klädda med schagg, till brudstolar, hvilka utmärkt väl skurna och nu stående i sakristian, sista gången begagnades för sitt ändamål, då nuvarande pastors äldsta dotter stod kyrkobrud i sockenkyrkan; år 1776 skänkte gästgifvaren Sven Silander vid Sanna 16 stycken försilfvrade lampetter "att hänga på kyrkoväggarne och lofvade tillika att hålla samma lampetter med ljus, så länge han är boende i samma socken". Några porträtt i olja af församlingens präster pryda ock kyrkans vägg."

## Orgel
- 1780 byggde Pehr Schiörlin, Linköping, en mekanisk piporgel med 7 stämmor och en manual till kyrkan. Orgeln kostade då 5098 riksdaler, inberäknat en ny orgelläktare för den. Den blev invigd 2 juli 1780.
- Den nuvarande orgeln är byggd 1898 av E A Setterquist & Son, Örebro. Fasaden är från 1780 års orgel. Den utfördes mekanisk/rörpneumatisk och fick 10 orgelstämmor fördelade på två manualer och pedal. Den har två fasta kombinationer. Orgeln är alltjämt (2009) bevarad i originalskick.

Disposition:
| Huvudverk I  | Svällverk II        | Pedal      | Koppel   |
| Borduna 16'  | Flûte harmonique 8' | Subbas 16' | I/P      |
| Principal 8' | Salicional 8'       |            | II/P     |
| Gamba 8'     | Violin 4'           |            | II/I     |
| Rörflöjt 8'  | Crescendosvällare   |            | I 4'/I   |
| Oktava 4'    |                     |            | II 16'/I |
| Trumpet 8'   |                     |            |          |

### Diskografi
- Klanger från fyra sekel : orglar i Strängnäs stift / Melin, Markus, orgel. CD. Svenska kyrkan. Nummer saknas. 2011.

## Kyrkoherdar i Edsberg
- Knut[förtydliga], nämnd 1272
- Arvid nämnd 1434
- Nils Brandsson nämnd 1453
- Petrus Andreæ
- Christiernus Henrici
- Nicolaus Laurentii ca 1587
- Andreas Jonae 1593-1620
- Laurentius Jonae 1621-1631
- Johannes Nicolai Busmontanus 1633-1658
- Jonas Petri Eek 1660-1695
- Ericus Sundelius 1696-1703
- Zackris Stadinus
- Johan Broling 1727-1745
- Nils Monthelius 1746-1762
- Erik Flodman 1765-1769
- Johan Kempe 1772-1806
- Per Magnus Enhörning 1809-1838
- Anders Niklas Åstrand 1840
- Magnus Erik Morenius 1843-1864
- Fredrik Theodor Hagberg 1867-1903
- Gustaf Willén 1906-1919
- Karl Sandström 1921-1955
- Daniel Harbe, 1955-61
- Bertil Ericsson 1962-1975
- Eigil Forsner 1976-83
- Gustaf Öbrink 1983-1987
- Lars Loley 1987-1997
- Johan Arvill 1997-2010
- Kristina Lindström 2011-2015
- Sonya Wallentin 2016-2020 (församlingsherde)
- Caroline Edlund 2021- (församlingsherde)